# Tělocvična

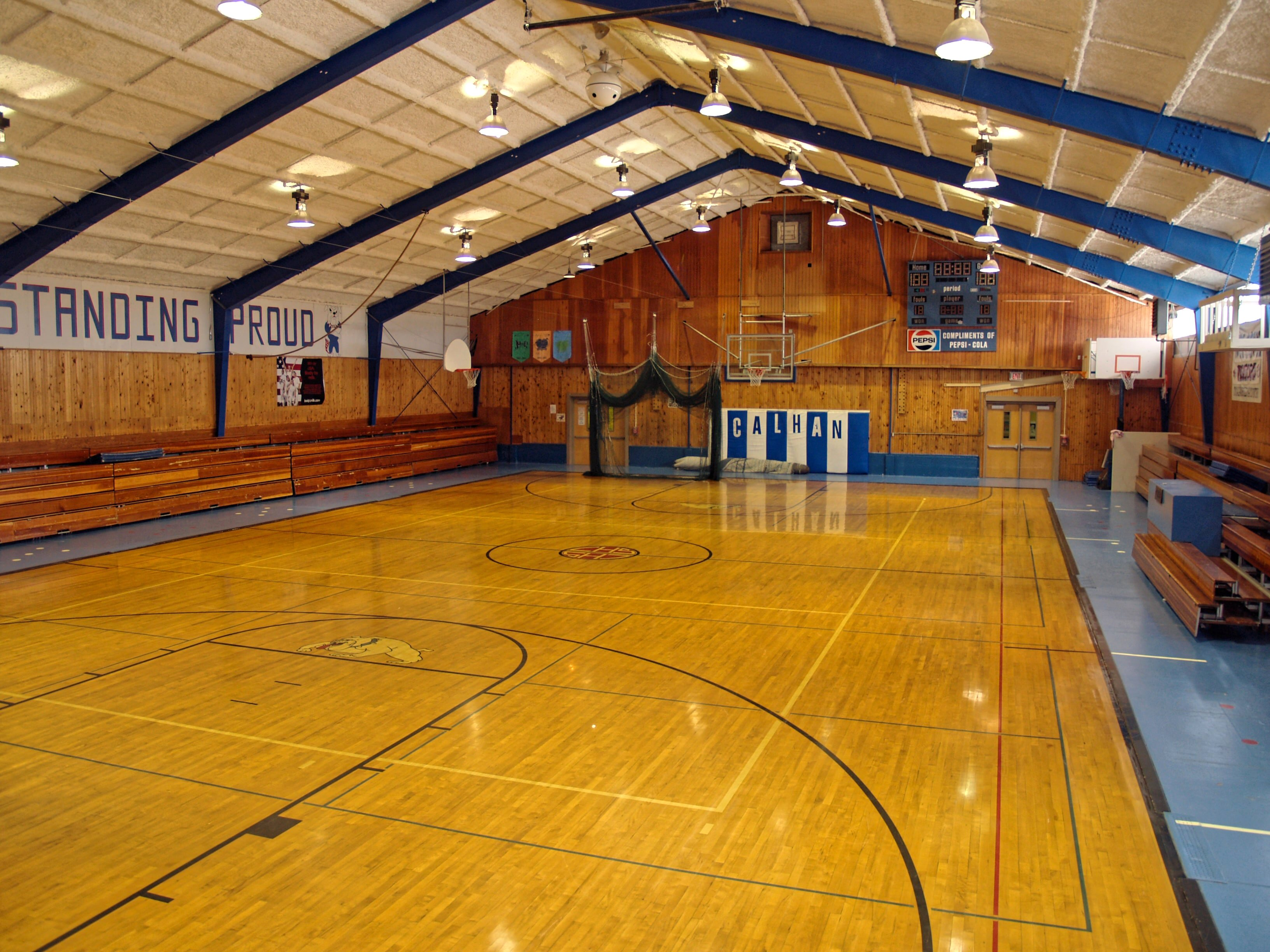
Tělocvična v USA

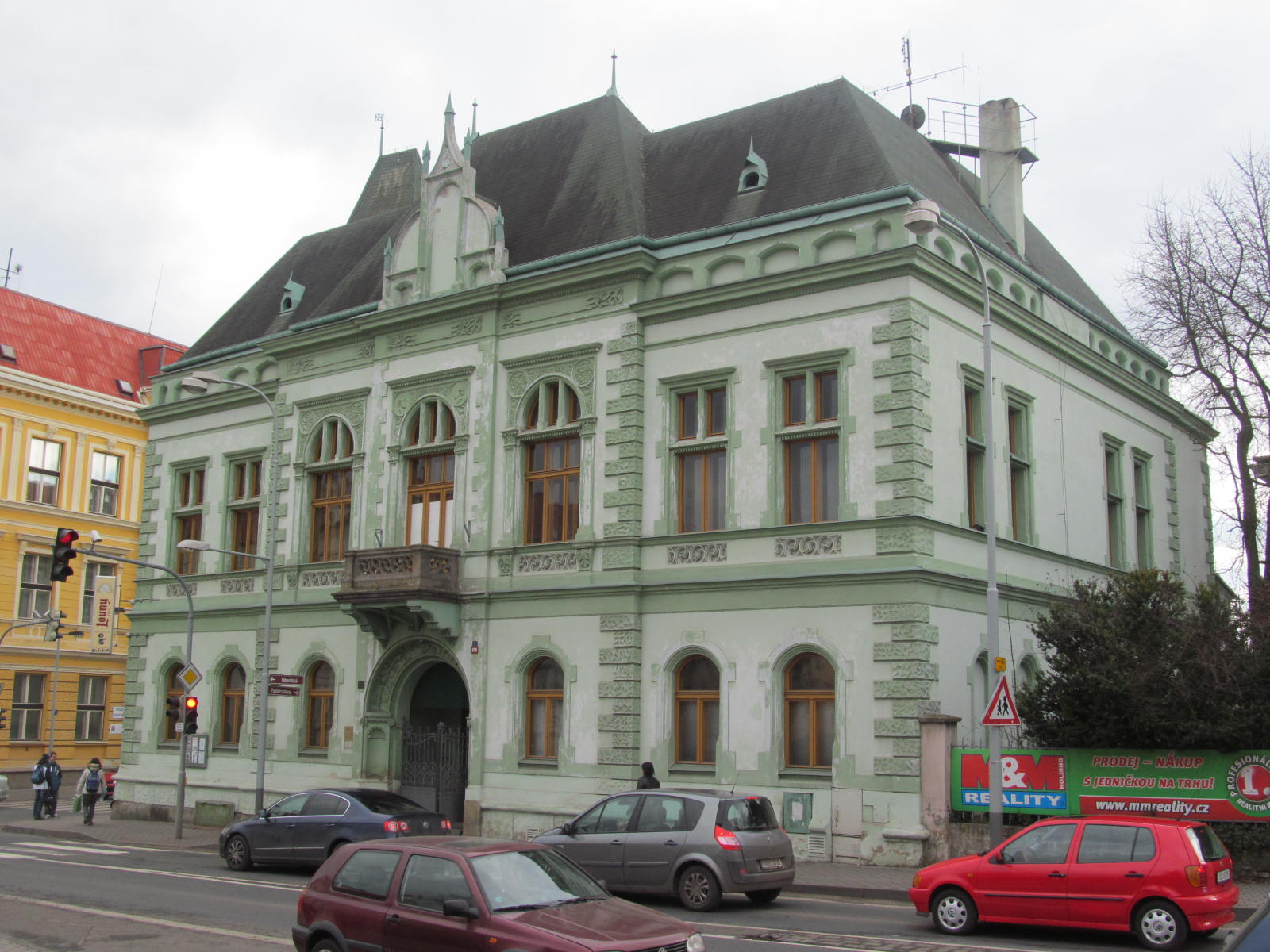
Tělocvična Sokola v Lounech

Tělocvična je vyhrazená místnost či samostatná budova, určená přednostně pro provádění tělesných cvičení.

## Účel tělocvičen

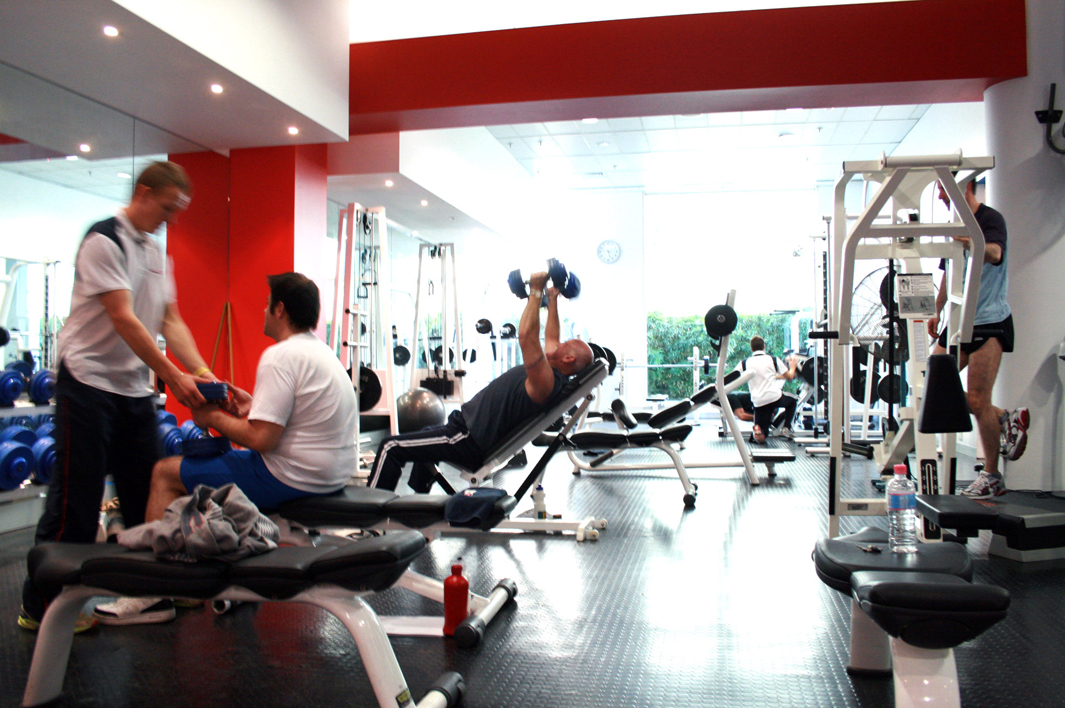
Posilovna

Ve školách je to specializovaná učebna základní tělesné výchovy. Může také sloužit i jako prostor pro mimoškolní provozování dalších sportů, zejména kolektivních halových sportů. V některých školách jsou tělocvičny největšími místnostmi v objektu, ty pak mohou příležitostně posloužit i jako nouzová aula, velká zasedací a společenská místnost apod.
Specializované tělocvičny pak mohou sloužit pro tělesné posilování (posilovna), trénink a kondiční přípravu i pro výkonnostní a vrcholové sportovce. Tělocvičny určené pro rozcvičování sportovců bývají součástí i jiných větších sportovních zařízení.

## Velikost školních tělocvičen
Základní škola do 15 tříd má mít alespoň jednu tělocvičnu o velikosti 12×24 metrů, škola s více třídami pak má mít tělocvičny dvě. U středních škol jsou požadavky náročnější, škola do 15 tříd má mít tělocvičnu 18×36 metrů, větší střední škola navíc druhou menší s rozměry 12×24 metrů.

## Vybavení
Součásti větších tělocvičen často bývá sklad používaného tělocvičného nářadí a náčiní – nářaďovna. Nezbytným doplňkem tělocvičny bývá šatna doplněná o příslušné hygienické zařízení (umývárna, sprchy, záchody apod.).
Tělocvičny, u kterých se předpokládá využití pro míčové hry mívají vhodně zakryta okna a osvětlovací tělesa ochrannou sítí či mříží, tak aby je nebylo možné míčem poškodit.
Důležitou součásti každé tělocvičny je nesmýkavá a neklouzavá podlaha opatřená vhodnou podlahovou krytinou.